# 那珂川町
那珂川町（日语：／ Nakagawa machi */?）是位於日本栃木縣東北部的一町。2005年10月1日，由那須郡小川町及同郡的馬頭町新設合併成立。